# 100 Years (film)
2100: Filmul pe care nu o să îl vezi niciodată este un viitor film SF regizat de Robert Rodriguez și scris de John Malkovich care are premiera programată în 2115. Anunțat în 2015 cu sloganul "Filmul pe care nu-l vei vedea niciodată",  va fi lansat pe 18 noiembrie 2115, după 100 de ani, perioada necesară păstrării unei sticle de coniac Louis XIII înainte de a fi pusă la dispoziția consumatorilor. Filmul are o distribuție internațională, cu actorul american John Malkovich ca eroul, actrița din Taiwan, Shuya Chang ca eroina, și actorul chilian Marko Zaror ca răufăcătorul.

## Prezentare
Scenariul filmului este păstrat în cel mai strict secret, dar este de așteptat să fie dezvăluit chiar înainte de lansarea filmului în noiembrie 2115. Cu toate acestea,  tematica filmului este una științifico-fantastică  și va implica un erou, o eroină și un răufăcător. Exista de asemenea zvonuri ca coniacul Louis XIII va avea o importanta majora in film.

## Premiera
În așteptarea lansării, filmul este păstrat într-un seif de înaltă tehnologie din sticlă anti-glonț care se va deschide automat la 18 noiembrie 2115, ziua premierei filmului. O mie de invitați din întreaga lume, inclusiv Malkovich și Rodriguez, au primit o pereche de invitații realizate din metal pentru premieră, pe care le pot transmite descendenților lor. Seiful în care filmul 100 de ani va fi păstrat  a fost prezentat la  Festivalul de Film de la Cannes din 2016 și în diverse alte orașe înainte de a fi returnat la Cognac, Franța, în pivnițele Louis XIII.

## Legături externe
- 100 Years la Internet Movie Database